# Unitán
Unitán S.A.I.C.A. (Унита́н) — аргентинская химическая компания, производитель танинов из экстракта квебрахо (кебрачо). Офис компании находится в городе Буэнос-Айресе. Производственные мощности компании расположены в аргентинских провинциях Формоса и Чако.

## Деятельность
Экономика провинции Чако тесно связана с квебрахо — ценным сырьём для изготовления дубильного экстракта. Ещё в XIX веке сюда прибыло большое количество иммигрантов, работавших на разработке кебрачо и на заводах по производству танина английских компаний. В 1980-х Аргентина была одним из лидеров среди производителей и экспортёров дубильного экстракта.
Компания Unitán является правопреемником компании Quebracho Marca Formosa, к которой присоединилась фирма Quebrachales fusionados. Доля компании на рынке танина страны в 1970 году составляла 56 %.
Unitán производит до 40 000 тонн танинов в год, применяемых при дубления кожи, протравливания текстильных волокон и как пищевой краситель. В Пуэрто-Тироле (провинция Чако) расположен завод компании. 85 % продукции компании экспортируется в более чем 50 стран мира. Вывоз танинов осуществляется через контейнерный терминал речного порта Формоса.
В феврале 2016 года в провинции Формоса состоялось открытие построенного компанией завода по переработке биомассы, применяемой для производства электроэнергии.